# 鳳谷五郎 (横綱)
鳳 谷五郎（おおとり たにごろう、1887年4月3日 - 1956年11月16日）は、千葉県印旛郡大森村（現：千葉県印西市大森）出身で宮城野部屋（一時期勝ノ浦部屋）に所属した大相撲力士。第24代横綱。現役引退後は年寄として後進の指導につとめた。本名は瀧田 明（たきた あきら）。

## 来歴
1887年4月3日に千葉県印旛郡大杜村（現：千葉県印西市大森）で米屋「米庄」を営む家に生まれる。父親の滝田丹治は大の相撲好きが高じて玉垣部屋へ入門、三段目まで進んだが家業を継ぐために廃業した。そんな父を間近で見て育った明も相撲好きになったが、廃業後も田舎相撲に熱中し過ぎて財産を失った挙句、家業の米屋を廃業せざるを得なくなってしまった父は自身の二の舞を演じさせまいと明を船橋の呉服屋へ奉公に出して相撲の道に進ませぬように図った。だが明は力士を志していることを理由に程無くして帰郷し、同郷の鳳凰馬五郎を頼って入門を志願、体格基準（当時は5尺4寸、体重16貫）に達しなかったために一度は諦めかけたが、谷ノ音喜市・大見嵜八之助の口添えで合格させてもらった。入門後は小柄な身体を補うべく猛稽古に励み、前髪が擦り切れてささらのようになり、愛嬌のある顔立ちだったことから「久松」と呼ばれた。
1903年5月場所で初土俵を踏む。当時の四股名は「大鳥」で、1908年1月場所より「鳳 谷五郎」と名乗る。1909年1月場所で新入幕を果たすと、開催場所が回向院から旧・両國國技館での本場所開催へ変更されたため、國技館開館前最後の幕内力士の1人となった。新入幕の初日にはいきなり駒ヶ嶽國力との割が組まれるが勝利したことで快進撃を続け、2度に渡って三役に昇進するがいずれも1場所で跳ね返され、1912年5月場所に関脇で7勝1敗2分の成績を収めると、1913年1月場所で大関へ昇進した。大関2場所目の1913年5月場所には7勝1敗1分で初優勝、1914年5月場所は途中休場するが、1915年1月場所に全勝優勝を果たす。
1915年1月場所が終わった後に横綱問題が発生し、昇進の話を聞いた吉田司家からは「時期尚早、1場所保留」の声もあったが、協会の強引な押し切りと鳳の人気に負けて吉田司家も渋々横綱免許を授与し、土俵入りに用いる太刀は大隈重信から贈られた。ところが横綱昇進後は足の負傷や糖尿病などで思うように活躍できず、特に後援者の重宗芳水（明電舎社長）が死去してからは心労からか衰えが顕著となり、1919年5月場所には3勝6敗1休と皆勤で負け越してしまった。横綱が本場所で皆勤負け越しを受けたのは史上初の不名誉記録で、その後も再起できないまま、1920年5月場所の全休を最後に現役を引退した。引退相撲は行わず、断髪式前の最後の土俵入りも行わなかった。
引退後は年寄・宮城野を襲名して宮城野部屋を経営し、古賀ノ浦茂などを育てた（当時の年寄名跡は生涯有効だった）が、名跡は横綱経験者以外に承継させない意向を持っていた。戦時中に脳卒中を患って千葉市で隠居同然の生活を送るようになってからも弟子には数多く恵まれ、角界全体が入門者不足に悩まされていた戦後間もない時期にも新弟子の紹介が多数届いたという。
1947年には自身の還暦を迎えたが、当時の日本は戦後の復興の真っ只中で被災した国技館の復旧もままならない状態だった。本場所を開催するための仮設国技館すら存在しない状態だったことから還暦土俵入りは行われておらず、還暦横綱の象徴である赤い綱も贈られたか定かではない。
1956年11月16日に脳出血のため千葉市の自宅で死去、69歳没。

## 人物
1917年に発行された『國技』（大正六年一月號）掲載の『東京現在力士府縣道出身數比例圖』によると、1917年1月場所の全力士中千葉県出身者は70人と全都道府県中2位という結果が出ており、このことから千葉県は相撲王国と言えた。その中で鳳は横綱として当時の千葉県を代表する力士であったと言える。
内掛けから脚を跳ね上げて投げる掛け投げ（柔道の内股に似た技）が得意技であることから、「ケンケン」というあだ名がついた。ケンケンの他にも投げ技が得意で多彩な技を披露していたが、横綱昇進後は足の負傷で影を潜めた。当時は横綱と言えば常陸山谷右エ門が記憶に新しかった時代で、「常陸山の相撲＝横綱相撲」だという周囲の目を気にし過ぎるあまり、受ける取口を心掛けてしまったのが悪かった。

## エピソード
- 現役中から大酒飲みで知られ、ある時の巡業中に酒を飲んでいたら横綱土俵入りの時間となった。どうにか四股は踏んだものの、せり上がる直前で尻餅を付いてしまい、露払いが慌てて助け起こして続行できたという。
- 1956年に没した後、名跡「宮城野」は遺言通り第43代横綱の吉葉山潤之輔に譲られた。
- 福ノ里牛之助は娘婿、元プロ野球選手の田中彰は曾孫に当たり、滝田栄は姪孫（兄の孫）にあたる。
- 同じ千葉県出身の歌人古泉千樫は、歌集『青牛集』に「鳳のあざやけき勝をよろこびて角力がたりにふけりけらしも」という歌を残している。
- 痩身の上に非力であったため「人の5倍」とまで言われるほどの猛稽古に励み、そのため前髪が擦り切れてささらのようになったが、歴代横綱中最も美男と言われる顔にマッチして『久松』というあだ名がついた[2]。

## 主な成績
- 現役在位：35場所
- 十両在位：1場所
- 十両成績：6勝0敗1分1預
- 幕内在位：24場所
- 幕内成績：108勝49敗7分8預68休 勝率.688
- 大関在位：5場所
- 大関成績：36勝4敗2分1預7休 勝率.900
- 横綱在位：11場所
- 横綱成績：35勝24敗1分1預49休 勝率.593
- 三役在位：4場所（関脇2場所、小結2場所）
- 幕内最高優勝：2回（1913年1月場所、1915年1月場所（全勝））
- 他幕下在位時の対十両戦の3勝の記録がある。

### 場所別成績
- 当時の幕下以下の星取・勝敗数等に関する記録については2024年現在相撲レファレンス等のデータベースに登録がないため、成績表では幕下以下の勝敗数等は暫定的に対十両戦の分のみを示す。

| 1903年 （明治36年） | x                             | 西序ノ口45枚目 –             |
| 1904年 （明治37年） | 東序ノ口2枚目 –               | 西序二段50枚目 –             |
| 1905年 （明治38年） | 西序二段24枚目 –              | 西序二段8枚目 –              |
| 1906年 （明治39年） | 東三段目23枚目 –              | 東幕下42枚目 –               |
| 1907年 （明治40年） | 西幕下26枚目 –                | 西幕下33枚目 –               |
| 1908年 （明治41年） | 西幕下11枚目 3–0 （対十両戦） | 東十両5枚目 6–0 (1引分)(1預) |
| 1909年 （明治42年） | 西前頭10枚目 4–3–1 (2預)      | 西前頭2枚目 7–2 (1引分)      |
| 1910年 （明治43年） | 西関脇 2–6 (2預)              | 西前頭3枚目 5–3–1 (1預)      |
| 1911年 （明治44年） | 西小結 0–3–6 (1預)            | 西前頭6枚目 5–1–3 (1預)      |
| 1912年 （明治45年） | 東小結 6–2–1 (1預)            | 西関脇 7–1 (2引分)           |
| 1913年 （大正2年） | 西大関 7–0–1 (1引分)(1預)     | 東大関 8–1 (1引分)           |
| 1914年 （大正3年） | 東大関 8–2                    | 西大関 3–1–6                 |
| 1915年 （大正4年） | 西大関 10–0                   | 西張出横綱 2–2–6             |
| 1916年 （大正5年） | 西張出横綱 6–3 (1引分)        | 西張出横綱 0–0–10            |
| 1917年 （大正6年） | 東張出横綱 8–2                | 東張出横綱 3–2–5             |
| 1918年 （大正7年） | 西張出横綱 7–3                | 西横綱 0–1–9                 |
| 1919年 （大正8年） | 西横綱 3–1–5 (1預)            | 西横綱 3–6–1                 |
| 1920年 （大正9年） | 西横綱 3–4–3                  | 東横綱 引退 0–0–10           |
| 各欄の数字は、「勝ち-負け-休場」を示す。 優勝 引退 休場 十両 幕下 三賞：敢=敢闘賞、殊=殊勲賞、技=技能賞 その他：★=金星 番付階級：幕内 - 十両 - 幕下 - 三段目 - 序二段 - 序ノ口 幕内序列：横綱 - 大関 - 関脇 - 小結 - 前頭（「#数字」は各位内の序列） |                               |                              |

## 改名歴
- 大鳥 谷五郎（おおとり たにごろう）1903年5月場所 - 1907年5月場所
- 鳳 谷五郎（おおとり たにごろう）1908年1月場所 - 1920年5月場所

## 年寄変遷
- 宮城野 谷五郎（みやぎの たにごろう）1920年5月 - 1956年11月16日